# Caso Palau-Millet
El caso Palau, también conocido como caso Millet o como el saqueo del Palau de la Música Catalana, fue un desfalco y cohecho realizado por Fèlix Millet i Tusell, presidente del patronato de la Fundació Orfeó Català-Palau de la Música Catalana (que es una fundación erigida por el mismo Fèlix Millet en el año 1990 y protegida por la Generalidad de Cataluña, según consta en sus estatutos), con la implicación de algunos de sus colaboradores condenados por la justicia, Jordi Montull (7 años y seis meses), Gemma Montull (4 años y 6 meses) y Daniel Osácar (4 años y 5 meses).  El desfalco fue realizado durante aproximadamente toda la primera década el siglo XXI.
El caso originó la consternación de la sociedad civil catalana por la importancia simbólica del Palacio de la Música Catalana.
Las ramificaciones del caso Millet han afectado al partido político Convergència Democràtica de Catalunya (CDC), que habría sido receptor del pago de comisiones de Ferrovial a través del Palau de la Música a cambio de la concesión de obras públicas, como la Ciudad de la Justicia o la inconclusa línea 9 del metro de Barcelona.
La sentencia de enero de 2018, condenó al Félix Millet a 9 años prisión como principal responsable.

## Antecedentes
Ya en el año 2002, una nota anónima dirigida a la Delegación de Hacienda de Cataluña alertaba, citando solo a Fèlix Millet (el inefable Fèlix Millet, decía textualmente), que parte del dinero de la Fundació Palau de la Música se desviaba para fines privados.
También el Síndic de Comptes de la Generalidad de Cataluña encontró anomalías en la gestión del año 2002, informando a la Administración responsable.
A partir de la denuncia anónima de 2002, pero archivada y con registro oficial de entrada, no se realizó en aquel momento ninguna investigación, ya que la denuncia no aportaba datos concretos que lo permitiesen[cita requerida].

## La imputación y fallo
En junio de 2009, la fiscalía de Barcelona sí que presentó ya una querella, por apropiación indebida y falsedad, contra Fèlix Millet i Tusell y tres responsables y directivos del Palau de la Música Catalana. A finales de julio de 2009, Millet se vio implicado en una investigación de la fiscalía de Barcelona, en la que se intentó aclarar un presunto desvío de 2.000.000 de euros, durante los años 2003 y 2004, por parte del patronato del Palacio de la Música. Por fin, el 27 de julio de 2009, Millet se vio obligado a abandonar su cargo en el patronato, y el 31 de julio cesó de la presidencia del Banco de la Pequeña y Mediana Empresa Bankpime.
Siguiendo el consejo de sus abogados, Millet reconoció el desvío de fondos a sus cuentas y patrimonio personal. Según una confesión de Fèlix Millet publicada por el diario La Vanguardia, él mismo confiesa haber realizado un desfalco por importe de 3,3 millones de euros que destinó, entre otros usos, a reformar edificaciones de su propiedad y pagar viajes turísticos a destinos como Maldivas y Dubái. Además, y de forma muy controvertida, dijo que había pagado comisiones y realizado pagos en dinero negro (dinero que no consta en la contabilidad oficial), a artistas que actuaban en el Palau de la Música.
El fallo de la sentencia emitida por la sección 10 de la Audiencia de Barcelona publicada el 15 de enero de 2018, ha condenado a Jordi Montull, a siete años y medio de prisión por el saqueo, a su hija Gemma Montull a 4 años y medio de prisión, y al expresidente Félix Millet a nueve años y ocho meses de prisión. Su mujer, Marta Vallès Guarro, y su hija, Laila Millet Vallès, han sido declaradas partícipes a título lucrativo. Marta Vallès tiene que devolver al Palau 6,41 millones de euros y su hija Laila, 112.782 euros. También condena, a Daniel Osàcar (extesorero de CDC), y  Convergencia Democrática de Cataluña por el decomiso de 6,6 millones de euros. Félix Millet ha sido multado con 4,1 millones de euros por blanqueo de capitales y por delito de fraude a Hacienda, y entre él y Jordi Montull Bagur deberán devolver al Palacio de la Música Catalana más de 23,2 millones de euros.